# دو شب
دو شب (ارمنی: Երկու գիշեր يرِکو گیشِر) یک فیلم سیاه و سفید صامت است محصول کشور ارمنستان به کارگردانی پاتواکان بارخوداریان

## خلاصه داستان
تمرکز فیلم بر روی یکی از گروه‌های ارمنی، داشناک می‌باشد که برای شورش علیه بلشویک‌ها آماده می‌شود

## بازیگران
- هراچیا نرسیسیان در نقش بنویان
- س. آرئوشاتیان در نقش توروسیان
- هاسمیک در نقش مادرش
- گقام هاروتیونیان در نقش سرباز
- وارطان میرزویان در نقش وزیر
- آوری بونیاتیان در نقش میساک
- مکرتیچ جانان در نقش چاروخیان
- ی. بارخوداریان در نقش
- آرام ساموئلیان در نقش
- ک. خازاریان در نقش کارو
- ه. قازاریان در نقش جاسوس
- یرانوهی آدامیان در نقش مادر بنویا

## سایر عوامل تولید
- کارگردان هنری: یه. لوخانیان
- دستیار کارگردان؛ و. هایکازیان
- چهره‌پرداز: ای. ساموئلیان
- مدیر تولید: پی. خوداباشیان